# Репюблик — Виллёрбан (станция метро)
«Репюбли́к — Виллёрба́н» (фр. République — Villeurbanne) — станция линии А Лионского метрополитена.

## Расположение
Станция находится в пригороде Лиона коммуне Виллёрбан. Платформа станции расположена под проспектом Репюблик (фр. cours de la République) в районе его пересечения с проспектом Эмиль Золя (фр. cours Émile Zola). Вход на станцию производится с проспекта Эмиль Золя.

## Особенности
Станция открыта 2 мая 1978 года в составе второй очереди Лионского метрополитена от станции Перраш до станции Лоран Бонве — Астробаль.  Состоит из двух путей и двух боковых платформ.  Пассажиропоток в 2006 году составил 202 484 чел./мес.

## Происхождение названия
Первоначальное название станции — просто «Репюблик» (досл.: «Республика») в честь проспекта в коммуне Виллёрбан, под которым находится станция. В начале 1990-х годов, когда название коммуны исчезло из названия соседней станции Шарпен — Шарль Эрню (первоначальное название «Шарпенн — Виллёрбан»), было решено добавить это название к станции «Репюблик». Дополнительным аргументом была ликвидация путаницы, так как в городе Лионе тоже есть улица Репюблик (фр. rue de la République), и она также обслуживается линией A метрополитена (станции Белькур, Корделье и Отель де Виль — Луи Прадель).

## Достопримечательности
- Университет Лион I им. Клода Бернара[фр.]

## Наземный транспорт
Со станции нет пересадок на линии наземного пассажирского транспорта.